# Легка атлетика на літніх Олімпійських іграх 2020 — біг на 10000 метрів (жінки)

Фінальний забіг (відеозвіт)

Змагання з бігу на 10000 метрів серед жінок на літніх Олімпійських іграх 2020 у Токіо проходили 7 серпня 2021 на Японському національному стадіоні.

## Напередодні старту
На початок змагань основні рекордні результати були такими:
| WR | Летесенбет Гідей Ефіопія | 29.01,03 | Генгело        | 8 червня 2021  |
| OR | Алмаз Аяна Ефіопія       | 29.17,45 | Ріо-де-Жанейро | 12 серпня 2016 |
| WL | Летесенбет Гідей Ефіопія | 29.01,03 | Генгело        | 8 червня 2021  |

## Результати
| Місце | Атлетка                         | Час      | Примітки |
| ----- | ------------------------------- | -------- | -------- |
| 1     | Сіфан Гассан (NED)              | 29.55,32 |          |
| 2     | Калькідан Гезахеньє (BHR)       | 29.56,18 |          |
| 3     | Летесенбет Гідей (ETH)          | 30.01,72 |          |
| 4     | Геллен Обірі (KEN)              | 30.24,27 | PB       |
| 5     | Франсін Нійонсаба (BDI)         | 30.41,93 | NR       |
| 6     | Айрін Чебет Чептай (KEN)        | 30.44,00 | PB       |
| 7     | Гіронака Ріріка (JPN)           | 31.00,71 | PB       |
| 8     | Констанце Клостергальфен (GER)  | 31.01,97 |          |
| 9     | Ейліш Макколган (GBR)           | 31.04,46 |          |
| 10    | Емілі Сіссон (USA)              | 31.09,58 |          |
| 11    | Ясмін Джан (TUR)                | 31.10,05 | SB       |
| 12    | Карісса Швайцер (USA)           | 31.19,96 |          |
| 13    | Алісія Монсон (USA)             | 31.21,36 |          |
| 14    | Андреа Секкафін (CAN)           | 31.36,36 |          |
| 15    | Долші Тесфу (ERI)               | 31.37,98 |          |
| 16    | Шейла Челангат (KEN)            | 31.48,23 |          |
| 17    | Джессіка Джадд (GBR)            | 31.56,80 |          |
| 18    | Мераф Бахта (SWE)               | 32.10,49 |          |
| 19    | Камілла Баскомб (NZL)           | 32.10,49 | SB       |
| 20    | Домінік Скотт (RSA)             | 32.14,05 |          |
| 21    | Нія Гітомі (JPN)                | 32.23,87 | SB       |
| 22    | Андо Юка (JPN)                  | 32.40,77 |          |
| 23    | Селамавіт Тефері (ISR)          | 32.46,46 |          |
| 24    | Мерсілін Челангат (UGA)         | 33.10,90 |          |
|       | Цигіє Гебреселама (ETH)         | DNF      |          |
|       | Каролін Б'єркелі Гревдаль (NOR) | DNF      |          |
|       | Сусан Крумінс (NED)             | DNF      |          |
|       | Сара Лахті (SWE)                | DNF      |          |
|       | Цегай Гемечу (ETH)              | DQ       |          |